# 원경환
원경환( 1961년 6월 12일 ~ )은 대한민국의 경찰공무원 출신 정치인이다.

## 주요 이력
강원도 평창에서 학창시절을 보냈다. 경찰간부후보생 출신으로 제34대 서울지방경찰청장을 역임하였다.

## 학력
- 1976 ~ 1979년 평창고등학교
- 1979 ~ 1981년 방통초급대 행정학과 전문학사
- 1985 ~ 1988년 한국방송통신대학교 법학과 학사
- 2003 ~ 2005년 연세대학교 행정대학원 행정학 석사

## 경력
- 1989년 간부후보 37기
- 2005.01 ~ 2005.07: 경찰청 감찰계장
- 2006.03 ~ 2007.02: 제47대 정선경찰서 서장
- 2009.03 ~ 2010.01: 제22대 서울강동경찰서 서장
- 2010.07 ~ 2011.11: 경찰청 감찰담당관
- 2011.12 ~ 2012.12: 인천지방경찰청 차장
- 2014.12 ~ 2015.11: 서울지방경찰청 경무부장
- 2015.12 ~ 2016.05: 경기지방경찰청 제4부장
- 2016.06 ~ 2016.11: 국무조정실 대테러센터 파견
- 2016.12 ~ 2017.07: 경찰청 수사국 국장
- 2017.08 ~ 2017.12: 제29대 경남지방경찰청 청장
- 2017.12 ~ 2018.07: 제32대 강원지방경찰청 청장
- 2018.07 ~ 2018.12: 제33대 인천지방경찰청 청장
- 2018.12 ~ 2019.07: 제34대 서울지방경찰청 청장
- 2019.11 ~ 2021.11: 더불어민주당
- 더불어민주당 정책위원회 부의장
- 2021.11 ~ 2023.11: 제40대 대한석탄공사 사장

## 역대 선거 결과
| 실시년도 | 선거   | 대수 | 직책     | 선거구                           | 정당         | 득표수   | 득표율          | 순위 | 당락 | 비고 |
| -------- | ------ | ---- | -------- | -------------------------------- | ------------ | -------- | --------------- | ---- | ---- | ---- |
| 2020년   | 총선   | 21대 | 국회의원 | 강원 홍천군·횡성군·영월군·평창군 | 더불어민주당 | 44,234표 | \| \| 38.40% \| | 2위  | 낙선 |      |
|          | 38.40% |      |          |                                  |              |          |                 |      |      |      |